# Adesmia bedwellii
Adesmia bedwellii är en ärtväxtart som beskrevs av Carl Skottsberg. Adesmia bedwellii ingår i släktet Adesmia och familjen ärtväxter. Inga underarter finns listade i Catalogue of Life.